# 요르요스 파파시데리스
요르요스 파파시데리스(그리스어: Γέωργιος Παπασιδέρης, 1875 ~ 1920)는 그리스의 육상 선수이며 역도 선수이다.
파파시데리스는 코로피 태생이다.
그는 아테네에서 열린 1896년 하계 올림픽에 참가 했다. 포환던지기에 참가해서 10.36m를 기록, 3위를 차지했다.
역도 남자 양손 경기에도 출전 했는데 90.0kg을 들어서 독일의 카를 슈만과 함께 공동 4위를 차지했다.